# Shiao Yi
Shiao Yi (chinês simplificado: 萧逸, pinyin: Xiāo Yì; Pequim, China, 4 de junho de 1935 – Los Angeles, California, 19 de novembro de 2018) foi um romancista de wuxia ("artes marciais e cavalheirismo") chinês-americano.

## Biografia
Shiao nasceu Shiao Ching Jen (chinês tradicional: 萧敬人) em Pequim, China, em 4 de junho de 1935, para Xiao Zhichu (1897-1958), um general nacionalista. Sua casa ancestral em Heze, Shandong. Ele passou sua infância em Chongqing durante a Segunda Guerra Sino-Japonesa. Após a derrota dos nacionalistas pelos comunistas na Guerra Civil Chinesa em 1949, sua família se mudou para Taiwan. Shiao estudou na Escola Jianguo em Taipé. Então ele foi aceito na Academia Naval da República da China. Dois anos depois, ele deixou a escola em casa.
Shiao começou a escrever Tieyan Shuangling (chinês tradicional: 鐵雁霜翎, chinês simplificado: 铁雁霜翎, lit. ‘Penas de geada de ganso de ferro’) em 1960. Em 1961 ele entrou para a Universidade Cristã Chung Yuan. Em 1977 ele emigrou para Los Angeles, Califórnia, Estados Unidos.
Em 19 de novembro de 2018, Shiao morreu de câncer de pulmão no hospital de Los Angeles, Califórnia, Estados Unidos.

## Vida pessoal
Shiao se casou em 1964, ele teve três filhos: Xiao Peiyu (chinês tradicional: 萧培宇), Xiao Peihuan (chinês tradicional: 萧培寰) e Xiao Peilun (chinês tradicional: 萧培伦).